# Лі Мінь (синхронна плавчиня)
Лі Мінь (20 лютого 1976) — китайська синхронна плавчиня.
Учасниця Олімпійських Ігор 1996, 2000 років.